# Spiljani (ort i Bosnien och Hercegovina)
Spiljani är en ort i Bosnien och Hercegovina.   Den ligger i entiteten Federationen Bosnien och Hercegovina, i den centrala delen av landet, 40 km sydväst om huvudstaden Sarajevo. Spiljani ligger 372 meter över havet och antalet invånare är 405.
Terrängen runt Spiljani är bergig åt sydväst, men åt nordost är den kuperad. Spiljani ligger nere i en dal. Närmaste större samhälle är Konjic, 5,5 km nordväst om Spiljani. 
Omgivningarna runt Spiljani är en mosaik av jordbruksmark och naturlig växtlighet. Runt Spiljani är det ganska tätbefolkat, med 93 invånare per kvadratkilometer.